# ليلى طاهر
ليلى طاهر (13 مارس 1942 -)، ممثلة ومذيعة مصرية. قدمت العديد من الأفلام السينمائية والمسلسلات وعملت كمذيعة ومقدمة برامج في الستينيات.

## عن حياتها
ولدت شيرويت مصطفى إبراهيم فهمي في 13 مارس 1942 لأسرة مصرية، كان والدها مهندس زراعي ووالدتها ربة منزل. اهتمت أسرتها بتعليمها حتى حصلت على بكالوريوس خدمة اجتماعية

## مسيرتها الفنية
حاصلة على بكالوريوس الخدمة الاجتماعية وكان من المفترض أن تكون أخصائية اجتماعية كما كان يخطط والدها إلا أن اتجاهها للفن أثناء دراستها بالمعهد حال دون تحقيق مخطط أبويها لها. بدأت حياة الشهرة مذيعة تلفزيونية مع بداية إرسال التليفزيون المصري عام 1960، حيث جمعتها لقاءات ومواقف عديدة بالمخرج التليفزيوني روبير صايغ الذي كان من الرعيل الأول لمخرجي التليفزيون حيث ساعدها وشجعها وأهلها حتى أصبحت مذيعة ناجحة لتقدم العديد من البرامج الهامة كان من أبرزها برنامج (مجلة التليفزيون) الذي استمر تقديمه فترة طويلة حتى بعد أن اكتشفها رمسيس نجيب ليختار لها اسم بطلة من بطلات روايات إحسان عبد القدوس فاختارت ليلى لحبها وعشقها الشديد للمطربة الراحلة ليلى مراد، وهي كما تقول عن نفسها: بدايتي كانت في السينما من خلال فيلم أبو حديد الذي أديت فيه دور البطولة مع فريد شوقي، وقد تم إنتاجه وعرضه في عام 1958 قبل العمل بالتليفزيون المصري الذي لم يفتتح الا في عام 1960 أي بعد فيلم أبو حديد. كانت بدايتها مع التلفزيون كمقدمة برامج منوعات، لكن عندما طلبت إدارة التلفزيون أن توظفها رفضت لأنها عادت إلى التمثيل. وتقول ليلي طاهر أن فيلم زوج في إجازة مع صلاح ذو الفقار والذي قد تم إنتاجه وعرضه في عام 1964 يُعد من أهم أفلامها بالإضافة لأفلام الأيدي الناعمة والناصر صلاح الدين، وشاركت مع صلاح ذو الفقار في أكثر من عشرين عمل فني وكونا معا ثنائيًا فنيًا رائعًا علي مدي سنوات عديدة في المسرح والتلفزيون والسينما.
كما إنها عضوة في نادي الليونز وأحد مؤسسي «جمعية قلوب مصر» التي تهتم بعمليات القلب المفتوح بالمجان للفقراء والغير قادرين ماديًا.

## زيجاتها
تزوجت ست مرات وكان أول أزواجها محمد الشربيني الذي أنجبت منه ابنها الوحيد أحمد المتزوج من الممثلة عزة لبيب. وبعد أنفصالها تزوجت المخرج حسين فوزي ثم انفصلت عنه وتزوجت الصحفي نبيل عصمت وبعد أنفصالها منه تزوجت الفنان يوسف شعبان وانفصلت عنه وتزوجت خالد الأمير وبعد انفصالها عنه تزوجت شخصًا من خارج الوسط الفني.

## أعمالها

### من الأفلام
- الناصر صلاح الدين.
- لا تدمرني معك
- عفوا أيها القانون
- وتضحك الأقدار
- الاحتياط واجب
- المدمن
- الطاووس مع صلاح ذو الفقار
- أردت أن أعتذر
- حكمت المحكمة
- عاصفة من الدموع
- ليالي ياسمين
- الأزواج الشياطين
- قطة على نار
- زمان يا حب
- اعترافات امرأة
- البيوت أسرار
- زوجة بلا رجل
- معسكر البنات
- أيام ضائعة
- المدير الفني
- المراهقان
- ثمن الحب
- سنوات الحب
- مطلوب زوجة فورا
- امرأة في دوامة
- بطل للنهاية
- آخر فرصة
- يا حبيبي
- حيرة وشباب
- للنساء فقط
- صراع الأبطال
- رجل في الظلام
- لا تطفئ الشمس
- الحب كده
- وحيدة
- حب حتى ...
- عاشت للحب
- أبو حديد
- يوميات امراة عصرية مع صلاح قابيل
- الأسطى المدير مع صلاح ذوالفقار
- زوج في إجازة مع صلاح ذوالفقار
- إلا ابنتي مع صلاح ذو الفقار
- الطقم المذهب مع شريف منير وفايزة كمال
- القمة الباردة مع عمر الحريري
- مسيرة الحب والزواج مع أبو بكر عزت
- بطل للنهاية مع فريد شوقي
- اسعد الله مساءك
- أبواب الليل مع يوسف شعبان
- عاصفة من الدموع مع فريد شوقي
- ملابس الحداد الحمراء مع صلاح ذو الفقار
- الرجل الذي قال لا مع عمر الحريري
- الضيف الصغير مع هاني رمزي
- شقة الأستاذ عليوة مع صلاح ذوالفقار
- بطل النهاية مع فريد شوقي
- القانون لايعرف عائشة مع أبو بكر عزت
- يا حبيبي مع رشدي أباظة
- القادسية
- رمضان مبروك أبوالعلمين حموده
- الأيدى الناعمة 1963
- لا تطفئ الشمس
- الزنكلوني
- على باب مصر.
- مواطن بدرجة وزير.
- المفسدون في الأرض .
- يا ورد مين يشتريك.
- عائلة شلش.
- مسيو رمضان مبروك.
- الباب في الباب.
- زواج بدون ازعاج.
- عادات وتقاليد.
- المعجزة.
- الخماسين.
- القاهرة والناس.
- عودة الروح مع صلاح ذو الفقار
- الرجل والدخان.
- بيار الملح.
- أنا ودموعي.
- رمضان والناس.
- مفتش المباحث مع صلاح ذو الفقار
- الباحثة مع صلاح ذو الفقار
- ملكة في المنفى

### من المسرحيات
- الدبور.
- عريس في إجازة.
- سنة مع الشغل اللذيذ.
- غراميات عفيفي.
- اليوم المفقود مع صلاح ذو الفقار.
- رجل لكل بيت مع صلاح ذو الفقار.
- كومبارس الموسم
- انتبهوا أيها الأزواج
- فخ السعادة الزوجية
- رصاصة في القلب مع صلاح ذو الفقار.

### من التمثيليات التلفزيونية
- زمن الحنين بدور احسان
- بيت ازياء ماما قامت بدور عواطف
- حكايات اليومين دول (بدور هدى سالم)
- تحت ظلال السيوف (بدو سجاح التغلبية)
- وجهة نظر
- مسلسل عواصف
- مسلسل عادات وتقاليد
- مسلسل الخطوة الثالثة
- مسلسل بيت أزياء مامام
- مسلسل عائلة شلش
- مسلسل الباحثة
- مسلسل لعبة الحياة
- مسلسل الزواج علي طريقتي
- مسلسل الثمن
- مسلسل رفقاً أيها الأبناء
- مسلسل أمينة
- مسلسل برج الأكابر
- مسلسل روبابيكيا
- مسلسل أوقات خادعه
- مسلسل الطاووس
- مسلسل الباشا[مسلسل عراقي(عن نوري السعيد) بأشتراك فنانين مصريين]
- مسلسل الباب في الباب
- مسلسل مسيو رمضان مبروك أبو العلمين حمودة

## وصلات خارجية
- ليلى طاهر على موقع IMDb (الإنجليزية)
- ليلى طاهر على موقع الدهليز
- ليلى طاهر على موقع قاعدة بيانات الأفلام العربية
- ليلى طاهر على موقع قاعدة بيانات الفيلم (الإنجليزية)